# Cyclophora amabilis
Cyclophora amabilis là một loài bướm đêm trong họ Geometridae.